# Klaas Bruinsma
Klaas Bruinsma (* 6. Oktober 1953; † 27. Juni 1991 in Amsterdam) war ein niederländischer Drogenhändler und Bandenboss.

## Leben
Bruinsma wurde als zweites Kind des Niederländers Anton Bruinsma und der Britin E. Kelly geboren. Nach der Scheidung seiner Eltern zog er Ende der 1950er Jahre mit seiner Mutter nach Großbritannien. 1964 zog er in die Niederlande zurück und wohnte in Blaricum. In seiner Jugend- und Schulzeit begann er, mit weichen Drogen zu handeln. Mit sechzehn Jahren wurde er das erste Mal wegen Drogenvergehens auf Bewährung verurteilt. Er wurde der Schule verwiesen und begann 1974, professionell mit Drogen zu handeln. Die arabischstämmige Drogenhändlerin Thea Moear, auch genannt The Godmother, wurde seine Geschäftspartnerin. 1976 wurde er das erste Mal zu einer Gefängnisstrafe verurteilt. Nach seiner Entlassung begann er, eine neue Organisation aufzubauen, und beschäftigte den Kickboxer André Brilleman als seinen Leibwächter.
Ab 1979 wurde Bruinsma wegen Imports von Haschisch aus Pakistan erneut verurteilt. Nach seiner Entlassung begann er, seine Organisation europaweit auszubauen, und operierte in Deutschland, Belgien, Frankreich und Skandinavien. 1983 eskalierte ein Treffen mit einem Geschäftspartner namens Pieterse. Als dieser zugab, Betäubungsmittel geklaut zu haben, schoss Bruinsma ihm ins Bein. Kurze Zeit später erschienen Leo Frantzen und zwei weitere von Pieterse geschickte Männer bei Bruinsma. Bruinsma tötete Frantzen und wurde selbst mehrfach im Bauch getroffen. Anschließend kam er ins Krankenhaus. Da ihm wegen Mordes eine lange Haftzeit bevorstand, entwickelte Moear einen Plan, wie sie ihrem langjährigen Freund helfen könnte. Sie ging mit einem Aufnahmegerät zu Pieterse, und er erzählte ihr, was passiert war. Anschließend ging Moear zum Notar, und Bruinsma konnte auf Notwehr plädieren. Statt wegen Mordes wurde er 1984 wegen Totschlags zu drei Jahren Haft verurteilt. Während dieser Zeit starb sein Vater an Krebs. Nach seiner Entlassung 1987 baute er seine Organisation um. Da er immer brutaler wurde, wendete Moear sich von ihm ab, und Etienne Urka nahm den Platz als Hauptgeschäftspartner ein. Er stieg ins Glücksspielautomatengeschäft ein und begann Geschäftsbeziehungen mit den Unterweltbossen Sam Klepper und John Mieremet. Der Brite Roy Francis Adkins wurde Hauptverantwortlicher für das Drogengeschäft. Brilleman wurde in dieser Zeit von mehreren Männern gefoltert und zerstückelt. Sein Leichnam wurde später in der Waal gefunden. Es handelte sich um einen späten Racheakt von Bruinsma, da Brilleman und sein Partner Marianovic einen von Bruinsma beauftragten Mord am Ex-Mann von Moear nur vorgetäuscht hatten.
Ende der 1980er Jahre war Bruinsma zu einem der größten Drogenhändler Europas aufgestiegen und plante, sich nach einem letzten großen Coup zur Ruhe zu setzen. Die illegale Einfuhr von 45 Tonnen Haschisch misslang jedoch, und die Drogen wurden von der Polizei konfisziert. Dieser Misserfolg und auch sein Kokainkonsum schwächten seinen Stand in seiner Organisation erheblich, und Urka übernahm die oberste Leitung.
Bruinsma und seine Bande verkehrten oft im Amsterdamer Luxusbordell Yab Yum. 1990 gerieten er und Adkins in dem Bordell in Streit, nachdem eine ihrer Aktionen fehlgeschlagen war. Es kam zu einer Schießerei, bei der allerdings niemand zu Schaden kam. Die Ermittlungen der Polizei verliefen im Sande, da keiner der Beteiligten und Augenzeugen eine Aussage machen wollte. Ein Jahr später wurde Adkins ermordet aufgefunden.
In der Nacht zum 27. Juni 1991 geriet Bruinsma mit Martin Hoogland, einem Ex-Polizisten, der zu der Zeit in Diensten der jugoslawischen Mafia stand, in Streit und wurde von ihm vor dem Amsterdamer Hilton-Hotel um 4 Uhr morgens erschossen. Hoogland wurde dafür und einen weiteren Mord 1993 zu 20 Jahren Haft verurteilt; er wurde 2004, als er sich im offenen Vollzug befand, auf offener Straße erschossen.

## Verhältnis zu Mabel Wisse Smit
Einer von Bruinsmas Leibwächtern, Charlie da Silva, erklärte in einer Sendung des niederländischen Kriminaljournalisten Peter R. de Vries, dass Mabel Wisse Smit von 1989 bis zu seinem gewaltsamen Tod im Jahr 1991 Bruinsmas Freundin gewesen sei. Die spätere Ehefrau des Prinzen Johan Friso von Oranien-Nassau (und auch er selbst) hatte bis zu jenem Zeitpunkt nur flüchtige Kontakte Mabels zu Bruinsma eingeräumt. Aufgrund dessen verweigerte das niederländische Parlament die Zustimmung zur Heirat von Johan Friso mit Mabel. Johan Friso verzichtete daraufhin auf seinen Platz in der Thronfolge und seinen Prinzentitel, um Mabel trotzdem heiraten zu können.

## Film und Fernsehen
- Die achte Episode der Netflix-Dokureihe namens Drug Lords aus dem Jahr 2018 handelt von Klaas Bruinsma.